# Bathynomus yucatanensis
Bathynomus yucatanensis er en art af vandlevende krebsdyr fra ordenen Isopoda. Den er medlem af slægten Bathynomus og den er relateret - dog fjernt - til rejer og krabber. Den er det tredje største Bathynomus som er opdaget i den Mexicanske Golf og blev først fejlagtigt artsbestemt til at være Bathynomus giganteus, til hvilken den er tæt relateret. Den ligner en kæmpe bænkebider og er ca. 25,6 cm lang og 12,7 cm bred. Opdagelsen blev annonceret i august 2022.